# Поворот сюжета
Поворо́т сюже́та, сюже́тный поворо́т или твист (англ. plot twist) — художественный приём в литературе, кинематографе и видеоиграх. Происшествие, изменяющее ситуацию в фильме или сериале с точки зрения героя или зрителя. Точка в сценарии, где история сворачивает в неожиданное русло, таким образом делая произведение более непредсказуемым, а значит и интересным для зрителей.

## Описание
Сюжетные повороты бывают масштабными, полностью перестраивающими путь героя, и бывают локальными (повороты внутри сцены, диалога). Сильный сюжетный поворот может влиять не только на дальнейшее развитие сюжета, но и на уже произошедшие события. Сюжетные повороты должны привлечь внимание читателя и заставить его переосмыслить всё, что он думал, что знал и считал правдой.
Известная британская писательница Софи Ханна даёт такое определение: «Сюжетный поворот опровергает или переворачивает с ног на голову уже сделанный вывод или прочно укоренившееся и разумное предположение. Сюжетный поворот — это больше, чем неожиданный финал».
Поворот сюжета — это изменение плавного его развития, появление новой линии или новый конфликт. Например, союзник неожиданно становится предателем, а враг — союзником; достигнутая с таким трудом цель оказывается ненужной или только шагом к настоящей цели; так долго налаживаемые отношения между героями вдруг рушатся в один миг и так далее. Поворот сюжета — это литературный приём, который вносит радикальное изменение в направление или ожидаемый результат сюжета в художественном произведении. Когда это происходит ближе к концу истории, это называется «твист» или неожи́данный фина́л. Поворот сюжета может быть предвосхищён, чтобы подготовить аудиторию к его восприятию. Существует несколько методов, используемых для осуществления поворота сюжета: например, утаивание информации от аудитории или введение зрителей в заблуждение двусмысленной или ложной информацией.
Раскрытие сюжетного поворота читателям или зрителям заранее обычно рассматривается как спойлер, поскольку эффектность сюжетного поворота обычно зависит от того, что аудитория этого не ожидала. Даже простое раскрытие факта, что произведение содержит повороты сюжета, особенно в финале, также может быть спорным, поскольку это меняет ожидания аудитории. В то же время с этим утверждением не согласен писатель Джона Лерер.

## Разновидности и «орудия» поворота сюжета

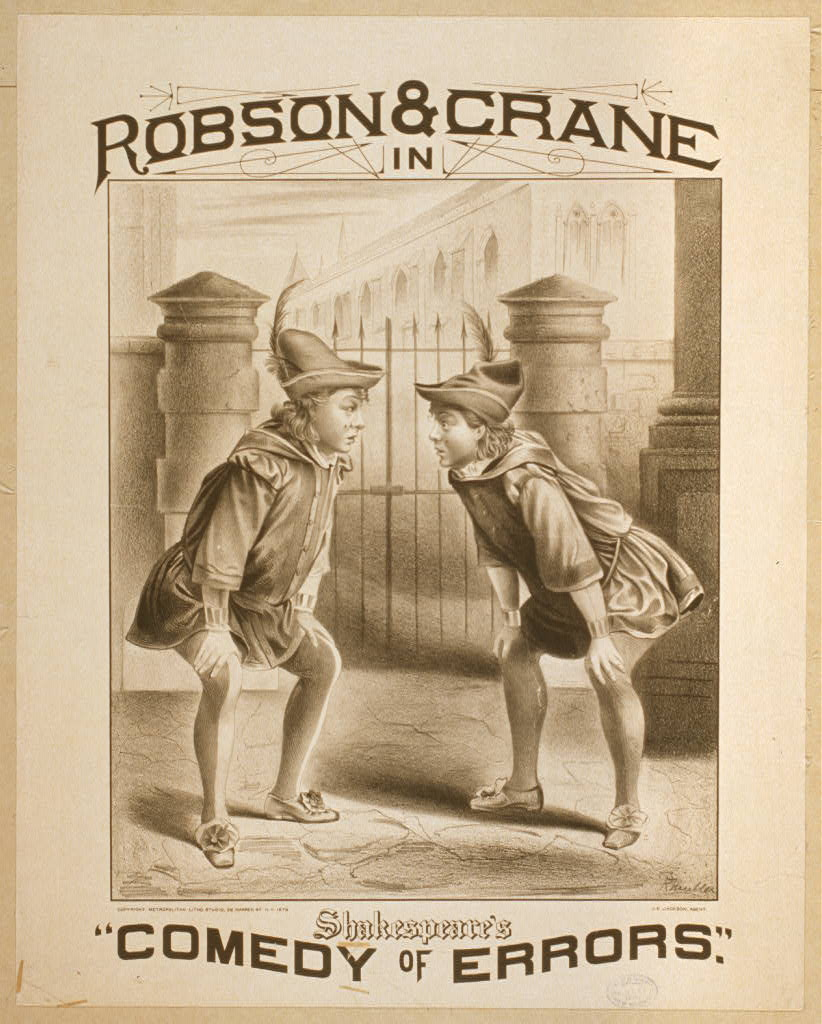
«Комедия ошибок» — узнавание

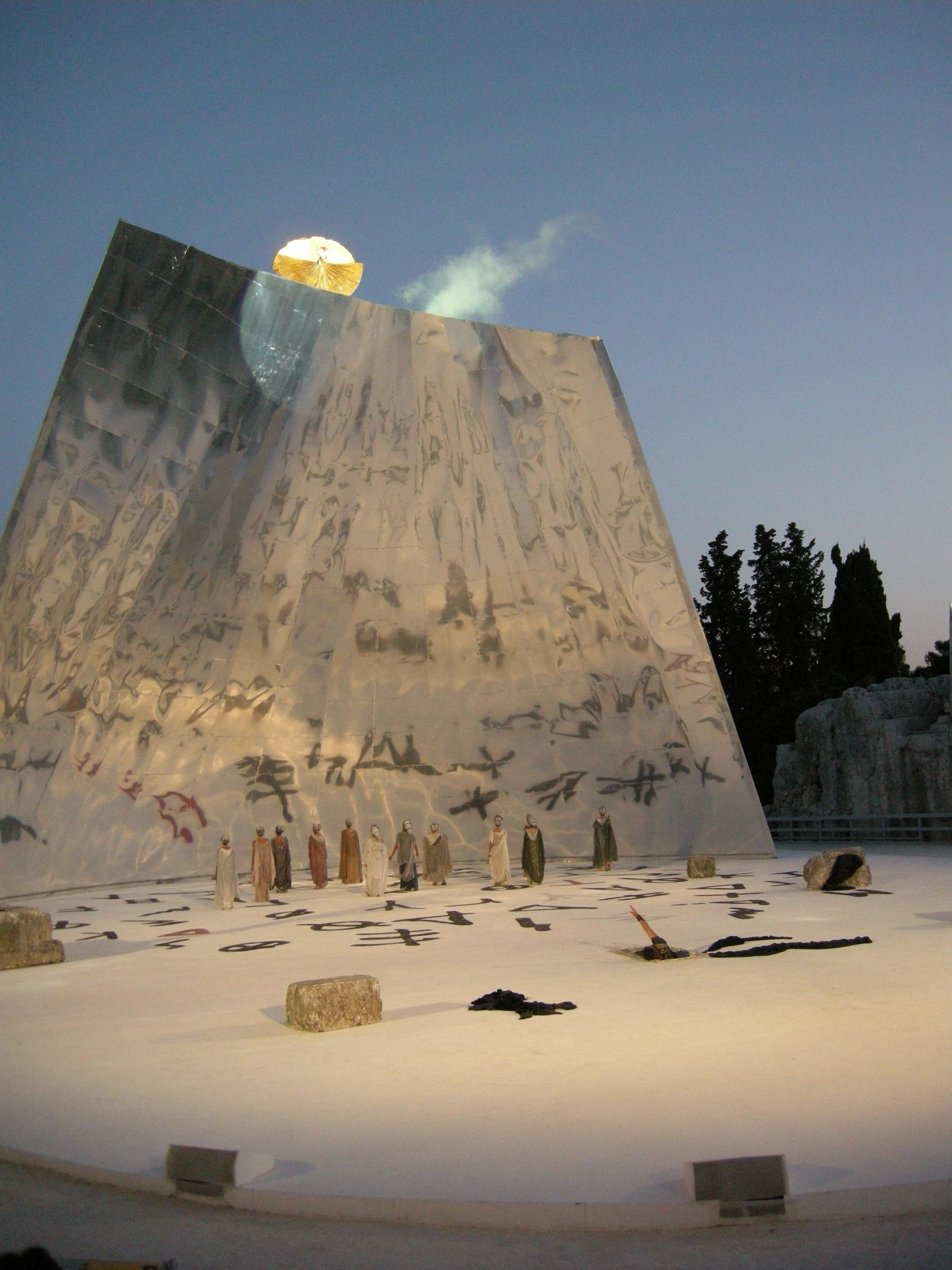
«Медея»: колесница Гелиоса является, чтобы спасти главную героиню.

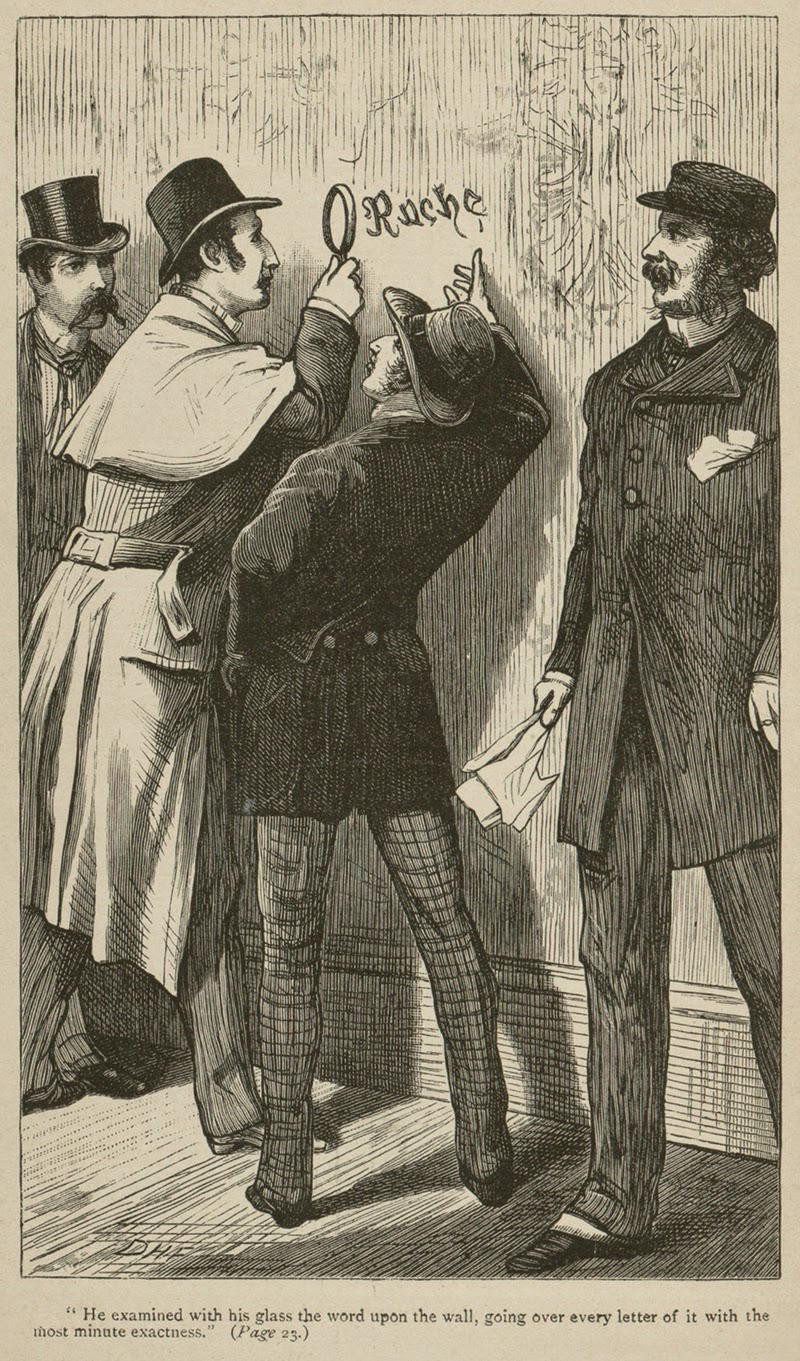
Шерлок Холмс изучает улику, которая, как позже выясняется, намеренно вводит в заблуждение.

Ранним примером произведения со множеством сюжетных поворотов была сказка «Тысячи и одной ночи» — «Три яблока». Она начинается с того, что рыбак обнаруживает запертый сундук. Первый поворот происходит, когда внутри обнаруживается труп. Первоначальный поиск убийцы терпит неудачу, и следующий сюжетный поворот происходит, когда появляются двое мужчин, по отдельности утверждающих, что они убийцы.
Узнавание
Узнавание — переломный момент в драматическом произведении, когда тайное становится явным, главный герой утрачивает свои иллюзии и понимает суть происходящего вокруг. Внезапное осознание главным героем своей собственной истинной личности или природы другого персонажа. Узнавание, как правило, приурочено к кульминации, после него события стремятся к развязке. С помощью этой техники раскрывается ранее не предвиденная информация о персонаже. Примечательный пример: в «Царе Эдипе» Эдип убивает своего отца и женится на своей матери в неведении, узнав правду только к кульминации пьесы.
Флешбэк
Флешбэк — художественный приём, прежде всего в кинематографе, с вре́менным прерыванием последовательности повествования с целью показа неких событий в прошлом. В литературоведении аналогом флешбэка считается ретроспектива. Внезапное, яркое возвращение к прошлому событию. Флешбэк удивляет читателя ранее не известной информацией, которая раскрывает тайну, выставляет персонажа в ином свете или раскрывает причину ранее необъяснимого поступка. Яркий пример — кинофильм 1964 года «Марни» Альфреда Хичкока. Флешбэк может раскрыть истинную личность персонажа или то, что герой связан с одной из прошлых жертв злодея: например, правда о личности главного героя в фильме «Однажды на Диком Западе» (1968); о личности главного героя в романе «Досье ODESSA» (1972).
Клиффхэнгер
Клиффхэнгер (прерванная кульминация) — художественный приём в создании сюжетной линии, в ходе которой герой сталкивается со сложной дилеммой либо последствиями своих или чужих поступков, но в этот момент повествование обрывается, таким образом оставляя развязку открытой до появления продолжения. Этот приём часто используется авторами, чтобы увеличить вероятность, что зрители будут заинтересованы в продолжении в надежде узнать, чем же закончилась история.
Ненадёжный рассказчик
Ненадёжный рассказчик — герой-повествователь, сообщающий заведомо недостоверную информацию. При этом происходит нарушение негласного договора между автором и читателем, согласно которому события должны описываться достоверно. Такой рассказчик искажает концовку, раскрывая, почти всегда в конце повествования, что он манипулировал или сфабриковал предыдущую историю, тем самым заставляя читателя усомниться в своих предыдущих предположениях о тексте. Эта техника часто используется в фильмах нуар, яркий пример — кинофильм «Подозрительные лица» 1995 года. Другие примечательные произведения с «ненадёжным рассказчиком»: роман Агаты Кристи «Убийство Роджера Экройда» (1926), роман Чака Паланика «Бойцовский клуб» (1996) и аналогичный фильм «Бойцовский клуб» (1999), роман Йена Пирса «Перст указующий» (1997), повесть Джина Вулфа «Книга Нового Солнца» (1980—1983), фильмы «Кабинет доктора Калигари» (1920), «Бразилия» (1985), «Остров проклятых» (2010).
Перипетия
Перипети́я — приём, обозначающий неожиданный поворот в развитии сюжета и усложняющий фабулу. Внезапный поворот судьбы главного героя, к добру или к худу, который естественным образом вытекает из обстоятельств персонажа. В отличие от «бога из машины», перипетии должны быть логичными в рамках повествования. Пример: внезапное убийство Агамемнона от рук его жены Клитемнестры в «Орестее» Эсхила; современный пример — ситуация, в которой персонаж Кейт Хадсон оказывается в финале картины «Ключ от всех дверей» (2005). Этот тип концовки был распространён в эпизодах телесериала «Сумеречная зона», особенно ярко он был применён в серии «Теперь времени достаточно» (1959), где персонаж Бёрджесса Мередита лишается всех своих надежд из-за простого, но фатального несчастного случая со своими очками. Пример положительного поворота судьбы — сорванная попытка самоубийства Николаса ван Ортона в фильме «Игра» (1997), где герой ошибочно поверил, что случайно убил брата, а в итоге узнал, что брат жив и это всё был пранк на его день рождения, игра.
Бог из машины
Бог из машины — неожиданная, нарочитая развязка трудной ситуации с привлечением внешнего, ранее не действовавшего в ней фактора. Термин относится к неожиданному, искусственному или невероятному персонажу, устройству или событию, внезапно появляющемуся в произведении для разрешения ситуации или распутывания сюжета. Ныне этот термин используется уничижительно для любого невероятного или неожиданного изобретения, с помощью которого автор разрешает сложности сюжета в своём произведении и к которому не было убедительно подготовлено предыдущее действие; например, обнаружение потерянного завещания было любимым средством викторианских романистов.
Отвлекающий манёвр
Отвлекающий манёвр — то, что вводит в заблуждение или отвлекает от соответствующего или важного вопроса. Ложная улика, предназначенная для того, чтобы привести следователей к неправильному решению. Тип дезориентации, приём, предназначенный для отвлечения главного героя и, следовательно, читателя, от правильного ответа или от места соответствующих подсказок или действий. Такой поворот сюжета наиболее характерен для жанров «детектив» и «мистерия». Пример: индийский фильм 1997 года «Тайна». В романе «Код да Винчи» (2003) злодеяния ключевого персонажа по имени «Епископ Арингароса» отвлекают внимание от истинного главного злодея. В повести «Первобытный страх» (а также в её экранизации) подсудимый по имени Аарон Стэмплер обвиняется в убийстве архиепископа Чикагского, что является типичным отвлекающим манёвром. Также этот поворот сюжета с успехом использовала Агата Кристи в своём романе «Десять негритят». Полностью вторая временна́я линия шестого сезона телесериала «Остаться в живых» — это отвлекающий манёвр: до самого конца зрителю кажется, что так и могло случиться, но на самом деле всё это происходит после того, как все главные герои мертвы.
Ложный протагонист
Ложный протагонист — герой произведения, который принимается зрителем за главного, но на самом деле таковым не является. Персонаж, представляемый в начале истории как главный герой, но затем удаляемый автором, обычно путём убийства, чтобы подчеркнуть, что он больше в произведении не появится. Пример: фильм 1996 года «Приказано уничтожить», в нём командир подразделения спецназа (Стивен Сигал) убит вскоре после начала миссии. В фильме «Крик» (1996) «главная» героиня по имени Кейси Бейкер погибает через 15 минут после начала ленты. Пример из литературы: Эддард Старк погибает до конца первой книги романа «Игра престолов», несмотря на то, что автором ему уделялось повышенное внимание по ходу повествования.
Нелинейное повествование
Нелинейное повествование — приём, при котором события изображаются вопреки хронологическому порядку или другими способами, когда повествование не следует прямой схеме причинно-следственной связи описываемых событий, например погружение в сон или рассказывание другой истории внутри основной сюжетной линии. Эта техника требует, чтобы читатель попытался собрать воедино временну́ю шкалу, чтобы полностью понять историю. Такой литературный приём использовал ещё Гомер в своей «Одиссее» (история в основном излагается в воспоминаниях через рассказчика). Также технику нелинейного повествования одним из первых в истории литературы использовал Вергилий в произведении «Энеида»: начинается рассказ с того, что главный герой, Эней, повествует истории об окончании Троянской войны и первой половине своего путешествия к Дидоне, царице Карфагена. Из современного массового искусства, активно использующего технику нелинейного повествования, можно отметить кинофильмы «Криминальное чтиво» (1994), «Помни» (2000), «Малхолланд Драйв» (2001), «Город грехов» (2005), «Вавилон» (2006), «Предчувствие» (2007), «Прибытие» (2016); телесериалы «Остаться в живых», «Как избежать наказания за убийство», «Как я встретил вашу маму» (особенно в последних сезонах), «Герои», «Мир Дикого Запада», «Ванда/Вижн»; повесть «Уловка-22».
Обратная хронология
Обратная хронология — это повествовательный приём, при котором сюжет раскрывается в обратном порядке. Примеры: кинофильмы «Помни» (2000), «Необратимость» (2002), «5×2» (2004); пьеса «Предательство»; повесть «Стрела времени»; мюзикл «Весело мы катимся вперёд».

## Примеры
- 1951 — «Препятствие» (кинофильм, США). Героиня неожиданно изменяет свои жизненные приоритеты, поставив положительного героя, пошедшего ради неё на преступление, в тяжёлое моральное положение.
- 1960 — «Психо» (кинофильм, США). Героиня неожиданно погибает в первой половине фильма. Совершив кражу, она оказывается жертвой, что меняет жанр фильма из рассказа о преступлении на психологический триллер.
- 1980 — «Звёздные войны. Эпизод V: Империя наносит ответный удар» (кинофильм, США). Дарт Вейдер сообщает Люку Скайуокеру, что он его отец[26].
- 1994 — «Заново рождённый» (эпизод телесериала «Секретные материалы», США). Мужчина женится на жене человека, которого он убил[27].
- 1999 — «Шестое чувство» (кинофильм, США). Главный герой вдруг понимает, что он уже давно мёртв[1].